# 9th Armored Division (United States Army)
La 9ª Divisione corazzata (in inglese 9th Armored Division) era una divisione corazzata dell'Esercito statunitense che combatté durante la seconda guerra mondiale, distinguendosi, dopo una grave sconfitta iniziale nelle Ardenne, nella conquista dello strategico ponte di Remagen sul Reno.

## Storia

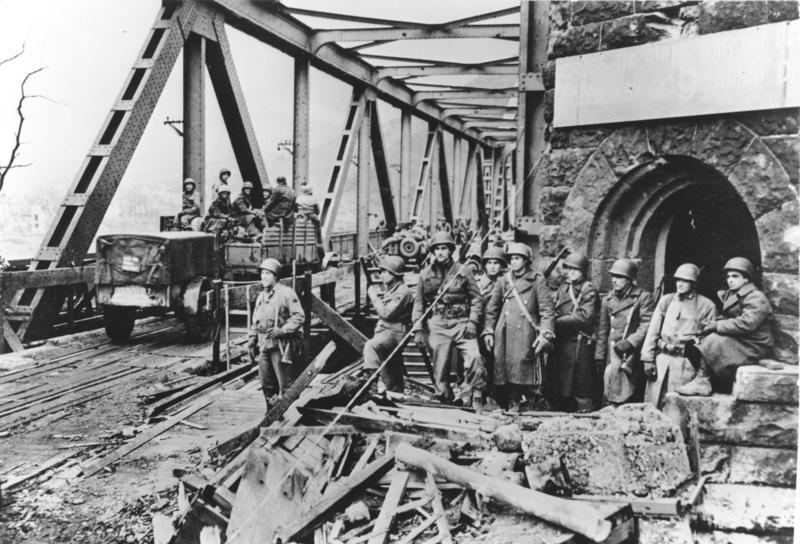
Truppe americane attraversano il ponte di Remagen.

Entrata in linea solo nell'autunno del 1944 sul fronte occidentale, ebbe un battesimo del fuoco particolarmente difficile affrontando le forze corazzate tedesche durante la improvvisa offensiva delle Ardenne del dicembre 1944. La divisione, frammentata in vari Combat Command mal collegati tra loro, subì forti perdite e venne in parte distrutta sulle vie di accesso a Bastogne dalle colonne convergenti dei panzer in avanzata; l'intero Combat Command R del colonnello Joseph H. Gilbreth venne attaccato e sbaragliato dalle Panzer-Division. Dopo questo infausto inizio, peraltro, la 9ª Armored venne riorganizzata e partecipò con distinzione all'ultima fase dell'offensiva alleata contro la Germania.
Proprio le unità di testa della 9ª Divisione corazzata raggiunsero e occuparono di sorpresa il famoso ponte di Remagen, conquistando la prima preziosa testa di ponte sul Reno l'8 marzo 1945. Il generale di brigata William M. Hoge guidò con abilità ed energia le unità corazzate del suo Combat Command B e fu il reparto guidato dal tenente Karl Timmermann che si impadronì con un colpo di mano del ponte. Dopo questo brillante successo la 9ª Armored prese parte all'avanzata finale nel cuore della Germania inserita nella 1ª Armata statunitense e mostrò slancio e determinazione ottenendo il soprannome di Phantom (fantasma) per la rapidità dei suoi movimenti. La divisione venne disattivata dopo la vittoria in Europa, nel 1946.